# Ère Bun'ei
L'ère Bun'ei (文永) est une des Ères du Japon (年号, nengō, lit. « nom de l'année ») après l'ère Kōchō et avant l'ère Kenji. Cette ère couvre la période allant du mois de février 1264 au mois d'avril 1275. L'empereur régnant est Kameyama-tennō (亀山天皇).

## Changement d'ère
- 1264  Bun'ei gannen (文永元年?); 1264 : Le nom de la nouvelle ère est créé pour marquer un événement ou une succession d'événements. La précédente ère se termine quand commence la nouvelle, en Kōchō 4.

## Événements de l'ère Bun'ei
- 1274 (Bun'ei 11,1re mois) : Durant la quinzième année du règne de Kameyama-tennō (亀山天皇15年), l'empereur abdique et la succession (senso) est reçue par son cousin[3].
- 1274 (Bun'ei 11, 3e mois) : L'empereur Go-Uda est déclaré avoir accédé au trône (sokui)[4]. L'empereur retiré Kameyama continue d'exercer le pouvoir en tant qu'empereur cloîtré.
- 1274 (Bun'ei 11, 10e mois) : Hirohito-shinnō est nommé prince héritier et héritier de son cousin germain, l'empereur Daikakuji-tō Go-Uda. C'est le résultat de manœuvres politiques par le père de Hirohito, l'empereur Jimyōin-tō Go-Fukakusa[5].

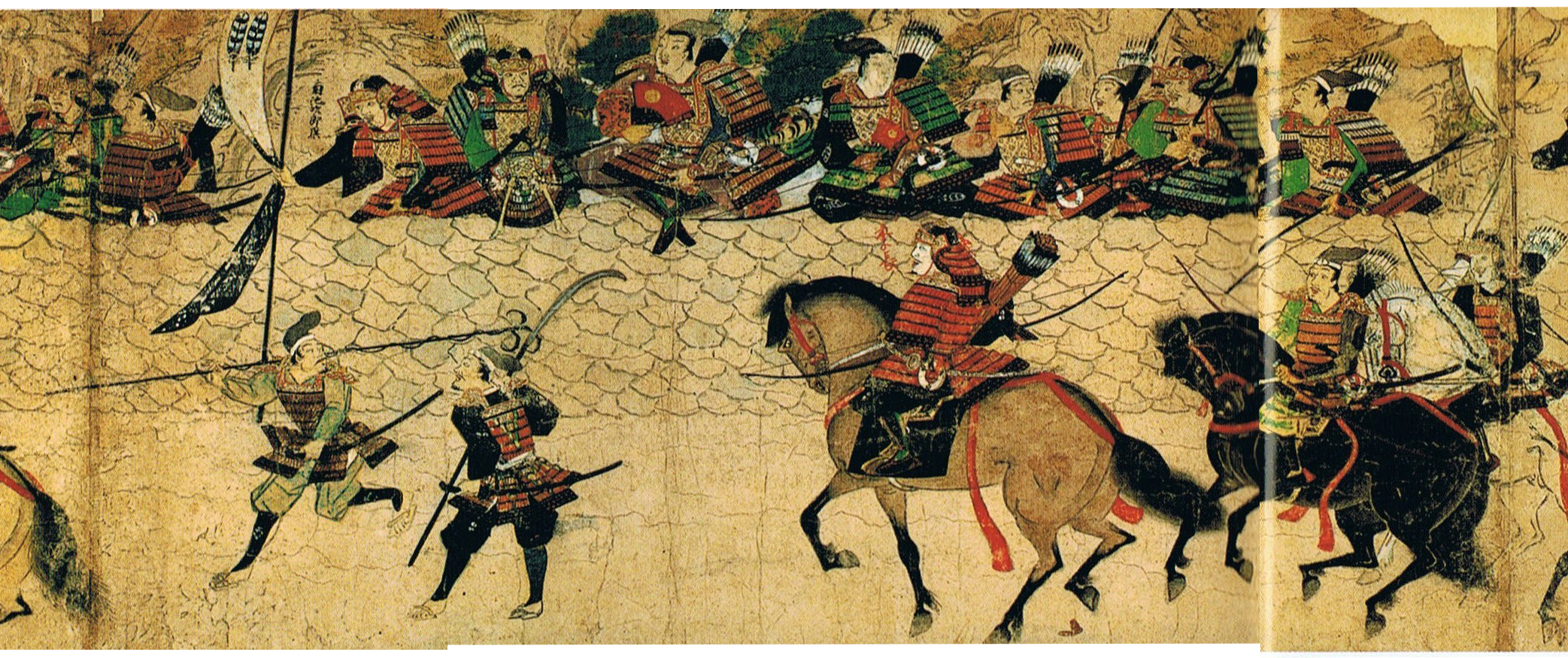
Les samouraï japonais défendent la barrière de pierre - Illustration de l'emaki Mōko Shūrai Ekotoba, peints entre 1275 et 1293.

- 19 novembre 1274 (Bun'ei 11, 20e jour du 10e mois) : Bataille de Bun'ei — Les forces mongoles de Kubilai Khan débarquent dans la baie de Hakata près de Fukuoka dans l'île de Kyūshū. Après le débarquement et quelques escarmouches armées, les envahisseurs se retirent pour passer la nuit à bord des bateaux. Cette nuit-là, une tempête coule plusieurs bateaux et la flotte se retire vers la Corée plutôt que d'exploiter son avantage initial[6]. Au cours des combats de la journée, le sanctuaire Hakozaki est réduit en cendres[7]. Le Nihon ōdai ichiran explique que les envahisseurs ont été défaits parce qu'ils manquaient de flèches[8].

| Ben'ei    | 1re  | 2e   | 3e   | 4e   | 5e   | 6e   | 7e   | 8e   | 9e   | 10e  | 11e  | 12e  |
| Grégorien | 1264 | 1265 | 1266 | 1267 | 1268 | 1269 | 1270 | 1271 | 1272 | 1273 | 1274 | 1275 |